# Huangling
För andra betydelser, se Huangling (olika betydelser).
Huangling är ett härad som lyder under Yan'ans stad på prefekturnivå i Shaanxi-provinsen i norra Kina.